# Zi de plată (film din 1922)
Zi de plată (în engleză Pay Day) este un film american de comedie din 1922 produs, scris și regizat de Charlie Chaplin pentru First National Pictures. În alte roluri interpretează actorii Phyllis Allen, Edna Purviance, Syd Chaplin  și Mack Swain. Este ultimul film de scurtmetraj cu două role al lui Charlie Chaplin.

## Prezentare
Chaplin joacă rolul unui muncitor pe un șantier de construcții de case. Când vine ziua de plată a salariului, soția sa dorește să-i ia toți banii, dar el reușește să sustragă din ei suficient de mult pentru a ieși afară să consume alcool. Se întoarce acasă dimineața, la timp, pentru a pretinde că tocmai s-a trezit pentru a merge la muncă.

## Distribuție

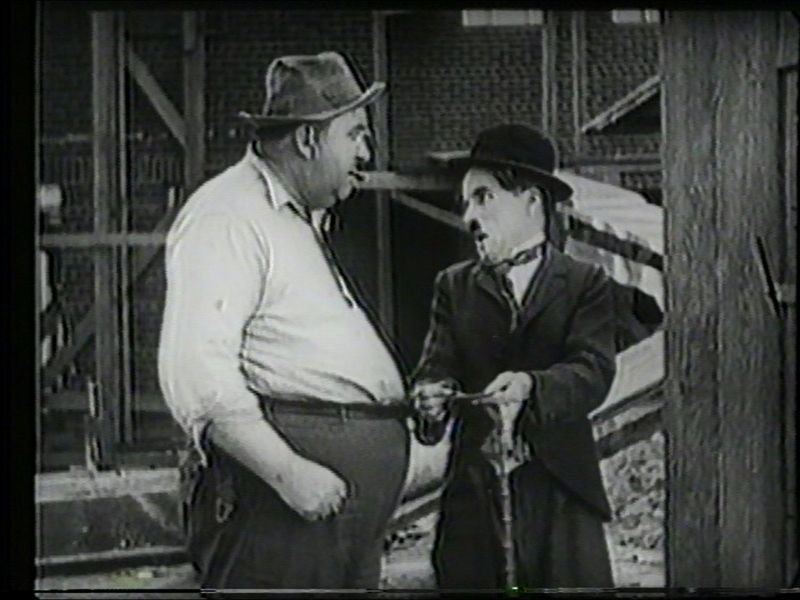
Charlie și Mack Swain în Pay Day (1922)

- Charlie Chaplin - Muncitor pe șantier
- Phyllis Allen - Soția acestuia
- Mack Swain - Maistru
- Edna Purviance - Fiica maistrului
- Syd Chaplin - Charlie's Friend / Lunch Cart Owner
- Albert Austin - Workman
- John Rand - Workman Who Throws The Bricks
- Loyal Underwood - Bearded Workman
- Henry Bergman - Fat Drinking Companion
- Al Ernest Garcia - Tall Drinking Companion / Policeman